# Trevor Gott
Pour les articles homonymes, voir Gott.
Trevor Vaughan Gott (né le 26 août 1992 à Lexington, Kentucky, États-Unis) est un lanceur de relève droitier des Mariners de Seattle de la Ligue majeure de baseball.

## Carrière
Joueur des Wildcats de l'université du Kentucky, Trevor Gott est repêché au 6e tour de sélection par les Padres de San Diego en 2013. Il quitte son club universitaire avec le record de sauvetages pour les Wildcats. En trois années à l'université du Kentucky, il apparaît dans 69 matchs et maintient une moyenne de points mérités de 2,30 avec 107 retraits sur des prises en 82 manches et un tiers lancées. En 2012, il établit un nouveau record des Wildcats avec 9 sauvetages, pour le battre avec un total de 12 l'année suivante, et quitter avec la nouvelle marque de 23.
Gott est échangé par les Padres en plein cœur de sa deuxième saison en ligues mineures. Le 19 juillet 2014, San Diego le cède aux Angels de Los Angeles avec le lanceur de relève droitier Huston Street en retour de quatre joueurs des ligues mineures : l'arrêt-court José Rondón, le joueur de deuxième but Taylor Lindsey et les lanceurs droitiers R. J. Alvarez et Elliot Morris.
La balle rapide de Gott, chronométrée à 150 km/h en moyenne en 2014, est chronométrée à 154 km/h en 2015. Le 24 mai 2015, il est promu du niveau Double-A des ligues mineures au niveau Triple-A, mais ne dispute que 7 matchs à ce palier avant d'être appelé pour la première fois dans les majeures.
Trevor Gott fait ses débuts dans le baseball majeur pour les Angels le 14 juin 2015, lançant une manche en relève face aux Athletics d'Oakland. Il lance dans 48 matchs des Angels à sa saison recrue et maintient une moyenne de points mérités de 3,02 en 47 manches et deux tiers de travail.
Avec le lanceur droitier des ligues mineures Michael Brady, Gott est le 10 décembre 2015 échangé aux Nationals de Washington contre le joueur de troisième but Yunel Escobar.